# Крилово (Калінінградська область)
Крилово (рос. Крылово) — селище Правдинського району, Калінінградської області Росії. Входить до складу Желєзнодорожного міського поселення.
Населення —  785 осіб (2015 рік). 

## Населення
| 2002 | 2010 |
| ---- | ---- |
| 756  | ↗785 |